# ジェマ・レッドグレイヴ
ジェマ・レッドグレイヴ（Jemma Redgrave, 1965年1月14日 - ）は、イギリス出身の女優である。

## 出演作品

### テレビ
- ウェイキング・ザ・デッド 迷宮事件特捜班
- ドクター・フー[1]
- 判事ディード 法の聖域
- アンフォーギヴン 記憶の扉

### 映画
- アガサ・クリスティー ミス・マープル4「殺人は容易だ」（ジェシー・ハンブルビー）
- マンスフィールド・パーク（バートラム夫人）
- 名犬ラッシー（デイジー）
- ザ・グリッド（エミリー・タトル）
- アイル・ビー・ゼア（レベッカ・エドモンズ）
- ダイアナ妃の真実
- ハワーズ・エンド
- ドリームデーモン
- ビーキーパー（ジェシカ・ダンフォース）